# Wang Yang (calciatore 1989)
Wang Yang (汪洋T; Wuhan, 26 luglio 1989) è un ex calciatore cinese, di ruolo attaccante.